# 梅麗莎·巴爾加斯
梅麗莎·特雷莎·巴爾加斯·阿夫雷乌（西班牙語：Melissa Teresa Vargas Abreu，1999年10月16日—），古巴裔土耳其國籍女子排球運動員，司職接應。現時效力於土超費內巴切女排俱樂部。
她曾是古巴國家女子排球隊隊員。她13歲便加入了國家隊成為主力成員。由於古巴國內聯賽的水平太低而且薪資低廉，梅麗莎便決定出國打球，但古巴排協的制度中現役球員是不能出國打球的，大批優秀球員紛紛退出國家隊去海外效力，梅麗莎亦是其中之一。
梅麗莎在2018年便加盟了土超豪門費內巴切女排俱樂部，而且土耳其排協與費內巴切女排俱樂部為其遞交了土耳其公民申請，讓她成為土耳其籍。梅麗莎便能成為土耳其國家女子排球隊隊員。但結果不成功。
2021年4月，梅麗莎成功取得土耳其公民身份，2023年5月代表土耳其國家女子排球隊出戰。